# Tutakî, Reșetîlivka
Tutakî (în ucraineană Тутаки) este un sat în comuna Jovtneve din raionul Reșetîlivka, regiunea Poltava, Ucraina.

## Demografie
Componența lingvistică a localității Tutakî
     Ucraineană (100%)
Conform recensământului din 2001, toată populația localității Tutakî era vorbitoare de ucraineană (100%).